# Гіршау
Гіршау (нім. Hirschau) — місто в Німеччині, розташована в землі Баварія. Підпорядковується адміністративному округу Верхній Пфальц. Входить до складу району Амберг-Зульцбах.
Площа — 74,90 км2. Населення становить 5604 ос. (станом на 31 грудня 2020).